# Inessa Armand
Inessa Armand, nata Elise Stéphanne (Parigi, 8 maggio 1874 – Nal'čik, 24 settembre 1920), è stata una rivoluzionaria russa.
Nata da genitori francesi a Parigi, ma allevata a Mosca dalla nonna dall'età di cinque anni, sposata con un importante industriale dell'Impero russo, entrò nel movimento rivoluzionario e divenne una stretta collaboratrice di Lenin, con il quale ebbe una breve relazione nell'autunno del 1913. Morì di colera a Nal'čik e fu sepolta sotto le mura del Cremlino.

## Biografia

### I genitori

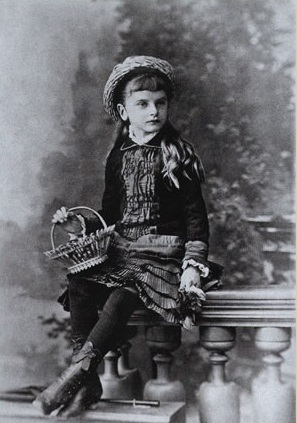
Inessa a Mosca nel 1882

Il padre, Théodore Stéphanne, era nato a Lione il 16 febbraio 1851. Dopo aver combattuto nella guerra franco-prussiana, nel 1871 era andato a Torino per studiare canto con il maestro Carlo Pedrotti e successivamente con Gilbert Duprez a Parigi, dove nel 1873 conobbe Nathalie Wild (ca 1847-1920).
Di Nathalie si sa poco. Era figlia di Pierre-Léopold Wild, nato nel 1797 a Montbéliard da padre olandese, insegnante di lingue in un liceo di Mosca, e dell'inglese Elise Weeks, sposati con rito protestante nel 1840 a Mosca, dove erano nate le loro figlie Sof'ja e Natal'ja. Il padre era morto poco prima della sua nascita, e le circostanze che condussero un giorno Natal'ja (Nathalie) Wild a stabilirsi da sola in Francia sono ignote.
Nathalie e Théodore Stéphanne andarono a vivere insieme in un appartamento di rue Rodier, e l'8 maggio 1874, presso l'abitazione di un'ostetrica in rue de la Chapelle 63, Nathalie diede alla luce la figlia Elise, che tutti chiameranno Inès. Il municipio del XVIII arrondissement conserva l'atto di nascita: « Elise Stéphanne, nata l'8 maggio 1874 a Parigi, alle due della sera [...] figlia di Théodore Stéphanne, artista lirico di 24 anni, e di Nathalie Wild, senza professione, di 27 anni, non sposati [...] ».
La coppia si sposò in Inghilterra, nella parrocchia di St. Mary, a Newington, il 12 settembre 1874. Seguirono le nascite di altre due figlie, Renée Justine nel 1876 e Anne Régine nel 1879. Théodore era un tenore di buon successo e i contratti di lavoro non gli mancavano. Dal 1875 al 1877 cantò all'Opéra-Comique e alla fine del 1877 si vide offrire un contratto triennale dall'Opéra di Palais Garnier che però gli fu annullato nel gennaio del 1879 senza essersi mai esibito all'Opéra, e l'episodio segnò l'inizio del declino della sua carriera.
Alla fine del 1879 Nathalie si separò dal marito e affidò Inès alla madre Elise Wild e alla sorella Sof'ja, che a Mosca lavoravano entrambe come governanti e insegnanti di francese e di musica presso gli Armand, una ricca famiglia di industriali. Il padre Théodore, seriamente malato da qualche anno, aveva dovuto abbandonare le scene e morì a Parigi il 28 dicembre 1885 senza avere più rivisto la figlia.

### In Russia

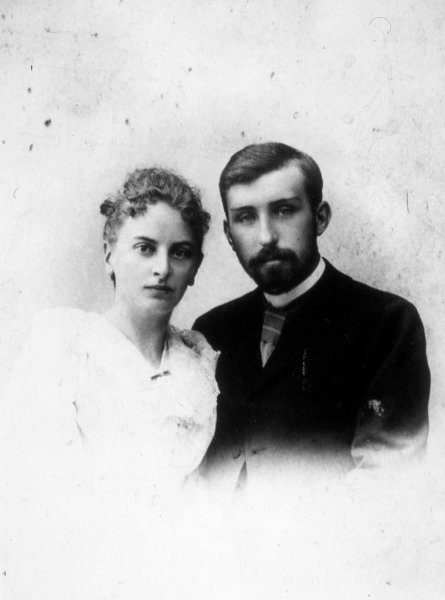
Inessa e Aleksandr Armand

A Mosca Inès studiò da istitutrice: russo, francese, disegno e musica furono le materie che ella insegnò privatamente. Nel 1891, alla morte della nonna, fu raggiunta dalla madre Nathalie e dalle sorelle Renée e Anne. Le relazioni intrattenute dalla nonna con gli Armand avevano condotto Inès a conoscere i numerosi membri di questa famiglia di lontane origini francesi, proprietaria di industrie tessili a Mosca e nella vicina Puškino, che impiegavano un migliaio di operai e centinaia d'impiegati.
Nel 1893 Aleksandr Armand (1872-1943), il primo figlio maschio di Evgenij Armand e di Varvara Karlovna, le chiese di sposarlo. Convertita all'ortodossia, Inès, alla russa Inessa, o più precisamente Elizaveta Fëdorovna, il 3 ottobre si unì in matrimonio con Aleksandr a Puškino, nella chiesa di San Nicola il Taumaturgo. L'anno dopo nacque Aleksandr (Saša), nel 1896 Fëdor, nel 1898 Inna e nel 1901 Varvara.
Con il matrimonio iniziò per lei una vita di mondanità, dove alla feste seguivano le serate all'Opera e gli inviti di Savva Mamontov, l'industriale mecenate in affari con gli Armand, nella sua villa di Abramcevo, ritrovo di artisti e d'intellettuali. Non solo mondanità, tuttavia. Il sabato era ospite del salotto moscovita di Minna Gorbunova (1840-1931), populista, corrispondente di Engels e promotrice in Russia dell'istruzione e della formazione femminile al lavoro. Nel 1894 Inessa divenne la vicepresidente della Società per la protezione della donna, che aveva contatti con i movimenti femministi europei, e per qualche anno adottò, forse sotto l'influsso delle teorie di Tolstoj, un regime di alimentazione vegetariano.
Nel 1895 sua sorella Renée sposò Nikolaj Armand, fratello minore di Aleksandr - l'altra sorella Anne sposerà qualche anno dopo un amico degli Armand, figlio di un generale - e la madre Nathalie, sistemate ormai le figlie, fece ritorno a Parigi. Alla fine del 1896 uno scandalo investì gli Armand. Boris Armand, fratello di Aleksandr, suo cugino Lev e un giovane precettore della casa, lo studente Evgenij Kammer, avevano nascosto nella villa di Puškino una tipografia per la stampa di materiale illegale. Una denuncia anonima portò la polizia alla sua scoperta. Kammer si assunse tutte le responsabilità, scagionando gli altri. Da allora, la polizia politica tenne sotto sorveglianza gli Armand.

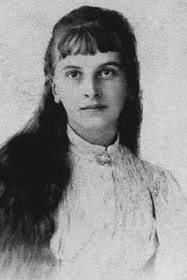
Inessa Armand, 1895

Su incitamento d'Inessa, il marito prese parte attiva nello zemstvo della provincia di Mosca. Egli finanziò una farmacia a El'digino, il villaggio dove essi possedevano una villa, e la costruzione di un ospedale e di una scuola per i figli degli operai e dei contadini di Puškino, dove lei stessa insegnò. Nello stesso tempo Inessa lasciò l'associazione di Minna Gorbunova per fondare nel 1897 la Società di protezione e d'emancipazione della donna, che aveva lo scopo di sottrarre le donne alla prostituzione e all'alcolismo, e si mise in relazione con la londinese Women's International Progressive Union di Adrienne Veigelé. L'Ochrana sorvegliava anche l'associazione d'Inessa e nel 1900 le negò l'autorizzazione a pubblicare un bollettino periodico sulla questione femminile. Dovette perciò limitarsi a formare una biblioteca e a organizzare conferenze e serate musicali. Cercò anche l'appoggio di Tolstoj alle iniziative della Società, ma il patriarca di Jasnaja Poljana rifiutò l'invito. « Tolstoj è un grande artista » - scriverà anni dopo alla figlia Inna - ma « la sua filosofia è reazionaria, sa di muffa » e se egli vede i mali attuali, « non ne vede alcuna via d'uscita ».
Dopo la nascita, nell'agosto del 1901, dell'ultima figlia Varvara, Inessa iniziò una relazione con il giovane cognato Vladimir. Volodja, nato nel 1885, aveva appena 17 anni, Inessa ventotto. Il loro rapporto non venne nascosto al marito, che prese atto della situazione e, poiché Inessa aspettava un bambino da Volodja, accettò di riconoscerlo come proprio figlio. Inessa e Aleksandr Armand non divorziarono mai e mantennero rapporti d'amicizia per tutta la vita. Con una governante e i due figli più grandi Saša e Fëdor, nella tarda primavera del 1902 Inessa partì per l'Italia. Capri e la costiera amalfitana furono la prima destinazione, poi risalì la penisola e si stabilì in Svizzera. Nel 1903, a Baugy, presso Montreux, Inessa diede alla luce Andrej, il suo ultimo figlio.
In Svizzera esisteva una numerosa colonia di russi emigrati per motivi politici, per lo più socialrivoluzionari e socialdemocratici, e nelle librerie si potevano trovare pubblicazioni che in Russia sarebbero state illegali. A Ginevra era nota la libreria Kuklin, che possedeva un'intera biblioteca, intitolata a Pëtr Lavrov, dedicata alla letteratura e al giornalismo socialista di varia tendenza, ed era un ritrovo degli esiliati, che vi potevano ascoltare conferenze e assistere a dibattiti. In una sala nei pressi, i Kuklin organizzavano anche serate musicali. Qui Inessa Armand lesse Lo sviluppo del capitalismo in Russia di un certo Il'in - che non era altri che Lenin - e qui avvenne la sua iniziazione al movimento rivoluzionario.

#### Nel movimento rivoluzionario

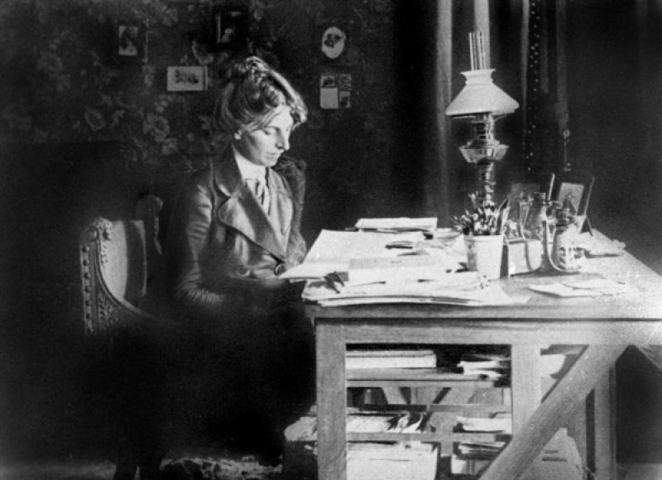
Inessa Armand, Mosca 1904

Tornata in Russia con le valigie cariche di pubblicazioni illegali, andò a vivere con i figli e Volodja in un appartamento di Mosca, nel quale alloggiavano anche due studenti in medicina, Nikolaj Družinin e Ivan Nikolaev, che condividevano le loro idee rivoluzionarie e si occupavano della raccolta di libri e opuscoli di propaganda. Nell'autunno del 1904, essendo stato concesso alle donne di frequentare come auditrici le lezioni universitarie, Inessa s'iscrisse alla Facoltà di diritto. Contemporaneamente, chiese l'autorizzazione d'insegnare privatamente lingue e musica. Il rapporto dell'Ochrana fu negativo: « La richiedente fa parte della famiglia Armand, ben nota per la sua slealtà politica » e i corsi richiesti « potrebbero servire ai fini di propaganda antigovernativa ».
Il 22 gennaio 1905 avvenne la strage nota come Domenica di sangue, con la quale si fa iniziare la rivoluzione. Il 17 febbraio la vendetta dello studente socialrivoluzionario Ivan Kaljaev colpì a Mosca il granduca Sergio e due giorni dopo la polizia fece irruzione nell'appartamento di Inessa e Volodja Armand. Con loro vennero arrestati lo studente Družinin, Ksenija Volkova, Elkin Gerči-Berkov, un evaso dal confino, e Fëdor Ščekoldin. Il rapporto dell'Ochrana li qualifica tutti socialdemocratici, compresi Inessa e Volodja, che avrebbero ospitato il bolscevico Ščekoldin venuto a Mosca per partecipare a una riunione di partito.
Durante la detenzione, gli Armand, compreso Aleksandr, le furono vicini. In mancanza di prove concrete, in maggio le autorità rilasciarono Volodja, assegnandolo in residenza sorvegliata a Puškino, il 16 giugno fu la volta d'Inessa. La tubercolosi di cui Volodja soffriva si era aggravata in carcere ed egli, accompagnato da Inessa, passò il resto dell'anno sulla Costa Azzurra. Tornata a Mosca nel 1906, si dedicò alla propaganda tra gli operai del quartiere Lefortovo, e nell'estate andò in Finlandia, dove a luglio insorse la guarnigione di Helsingfors.

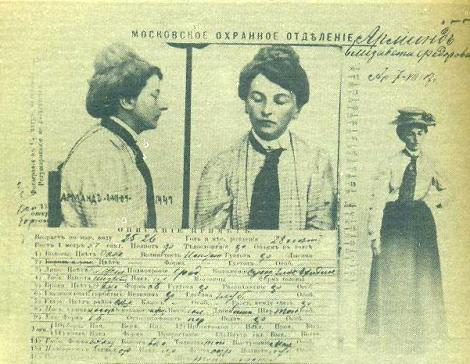
Scheda della polizia, 1907. Nelle foto Inessa Armand tiene ostentatamente gli occhi chiusi

Il 22 aprile 1907 Inessa venne nuovamente fermata dalla polizia di Mosca. Sospettata di far parte dell'Unione militare dei soldati e dei marinai di Russia, un'organizzazione bolscevica creata per la propaganda e l'agitazione nelle caserme, venne rilasciata due giorni dopo per mancanza di prove. Il 25 maggio fu nuovamente arrestata e ancora liberata su cauzione. Infine, il 20 luglio fu sorpresa da un appostamento della polizia non appena entrò in un appartamento di Mosca, dove si teneva una riunione clandestina del comitato bolscevico dei ferrovieri.
Le sue proteste d'innocenza - sostenne di essere andata in quella casa soltanto per affittarvi un appartamento - non furono credute, e in ottobre fu condannata a due anni di esilio da scontare nella provincia di Archangel'sk. Il 3 dicembre, salutata alla stazione da tutta la famiglia, compresi Aleksandr e Volodja tornato appositamente dalla Francia, Inessa Armand fu scortata fino ad Arcangelo e da qui, due settimane dopo, fu condotta a Mezen', sul Mar Bianco, un grosso villaggio di duemila abitanti, dei quali circa trecento deportati.
A Mosca, nel febbraio del 1908, fu arrestato anche Aleksandr Armand. Dopo tre mesi di carcere, essendogli stato vietato di risiedere a Mosca, egli preferì partire per la Francia, stabilendosi a Roubaix con i figli Saša e Fëdor. Anche Volodja, dopo aver passato l'estate con lei, dovette ripartire per la Francia, ospite del sanatorio di Beaulieu-sur-Mer. Inessa si mantenne in corrispondenza con loro, intanto che cercava l'occasione della fuga. Questa si presentò il 2 novembre 1908. Approfittando della liberazione di un gruppo di esiliati e godendo della complicità di alcuni di loro, Inessa si nascose sotto le coperte di una slitta in partenza da Mezen'. Il 16 novembre era a Mosca, già provvista di falsi documenti.
Sfidando un nuovo arresto, non si nascose, ma frequentò apertamente le figlie, i parenti e gli amici, andò a teatro e a mostre d'arte. Alla fine di dicembre si recò a Pietroburgo con la cognata Anna per assistere al Primo Congresso delle donne russe. Tornata a Mosca, ricevette notizie allarmanti sulla salute di Volodja, ricoverato in un ospedale svizzero. Partita nel gennaio del 1909 attraversando la Finlandia e la Svezia, giunse a destinazione due settimane prima che Volodja Armand le morisse tra le braccia. Scrisse ad amici: « È una perdita irreparabile, perché egli era tutta la felicità della mia vita, quella felicità personale senza la quale il cammino della vita è così duro ».

### Nell'esilio

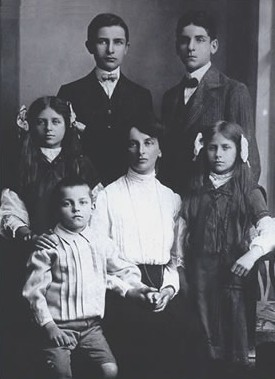
Inessa Armand con i figli, 1909

Dopo un periodo trascorso con il marito e i due figli più grandi a Roubaix e poi a Les Sables-d'Olonne, località balneare dove Aleksandr aveva affittato una villa, Inessa partì per Bruxelles, decisa a studiare economia politica nella laica Université nouvelle, nata nel 1894 da una scissione dalla conservatrice Université libre. Il 30 luglio 1910 ne uscì laureata e tutta la famiglia la festeggiò in agosto. Poi Aleksandr, avendo scontato il suo periodo d'esilio, tornò in Russia con i bambini.
Dal 28 agosto al 3 settembre partecipò a Copenaghen all'VIII Congresso dell'Internazionale Socialista, poi si stabilì a Parigi, tenendo con sé i tre figli piccoli e una governante. Conobbe Lenin e sua moglie Nadežda Krupskaja, ed entrò a far par parte della direzione del gruppo bolscevico stanziato nella capitale francese, composto da circa quaranta elementi. « Bolscevica entusiasta e intelligente », la sua conoscenza delle lingue era utile al Partito, che le affidava la corrispondenza con i molti socialisti sparsi per l'Europa, traduzioni, incontri.
Nel maggio del 1911 andò a Longjumeau, dove i bolscevichi avevano organizzato una scuola di partito per giovani militanti. Fu lei ad affittare una casa dove vennero ospitati gli allievi e vi si teneva la mensa comune. I corsi erano svolti da Lenin, Zinov'ev, Kamenev, Lunačarskij, Steklov, Rjazanov, Rappoport e altri; Inessa tenne lezioni di economia.
Rientrata a metà agosto a Parigi, Inessa andò a stabilirsi in un appartamento al numero 2 di rue Merie-Rose. Al numero 4 vivevano Lenin con la moglie e la suocera Elizaveta Vasil'evna: « era piena d'entusiasmo e gioia di vivere [...] quando era presente, tutto sembrava più allegro: ci si sentiva più sereni » - dichiarerà Nadežda Krupskaja. Nelle pause del lavoro Inessa Armand, che era un'ottima pianista, eseguiva la Patetica, la sonata preferita di Lenin. Il 3 dicembre andarono tutti ai funerali di Paul Lafargue e Laura Marx, e a nome dei socialdemocratici russi Lenin lesse il discorso di commemorazione tradotto in francese da Inessa.
Nella conferenza di Praga del POSDR, tenutasi nel gennaio del 1912 e alla quale parteciparono in prevalenza i bolscevichi, era stato deciso di partecipare alle elezioni per la IV Duma con tre punti programmatici: la repubblica democratica, la giornata lavorativa di otto ore e la confisca delle terre dei grandi proprietari. Per la campagna elettorale era stata prevista la formazione di cellule illegali di propagandisti e il rafforzamento della stampa legale. A questo scopo, in maggio fu fondata la « Pravda ».

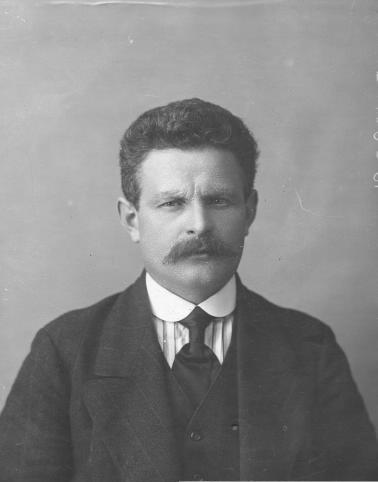
Roman Malinovskij

Lenin e la moglie si trasferirono a Cracovia e a Zwierzyniec, nella Galizia austriaca vicina al confine russo, e Inessa Armand fu incaricata, con Safarov, di entrare illegalmente in Russia per organizzare a Pietroburgo la campagna elettorale, istruendo i militanti bolscevichi del programma del partito e combattendo le posizioni dei « liquidatori », quei socialdemocratici che intendevano limitare l'attività del partito alla realizzazione di un programma di riforme, rigettando ogni prospettiva rivoluzionaria. Con un passaporto a nome di Franciska Jankelewicz, Inessa passò in luglio la frontiera a Lublino e attraverso Char'kov raggiunse Pietroburgo, stabilendosi nel quartiere di Narva.
L'Ochrana godeva delle preziose informazioni di Roman Malinovskij, un infiltrato tra i bolscevichi che quell'anno era riuscito a diventare membro del Comitato centrale e sarà eletto deputato alla IV Duma. Così, il 27 settembre, Inessa venne arrestata a Mosca, dove si era recata in visita alla sorella Renée. In prigione si ammalò, mentre Aleksandr Armand si preoccupò ancora una volta di ottenere il suo rilascio. La vendita di un bosco gli procurò l'ingente cauzione di 5.400 rubli necessari alla liberazione della moglie, avvenuta il 23 maggio 1913.
In attesa del processo, le fu fissata la residenza a Puškino, poi fu autorizzata a trascorrere l'estate con i figli sulle rive della Volga, tra Samara e Stavropol'. Qui seppe della prossima conferenza che i bolscevichi avrebbero tenuto dalla fine di settembre a Poronin, vicino a Zakopane, nella Galizia austriaca. Fatte perdere le proprie tracce ai suoi sorveglianti, passò in Finlandia e, attraversata la Svezia e la Germania, a ottobre riuscì a trovarsi a Poronin prima della conclusione della conferenza.

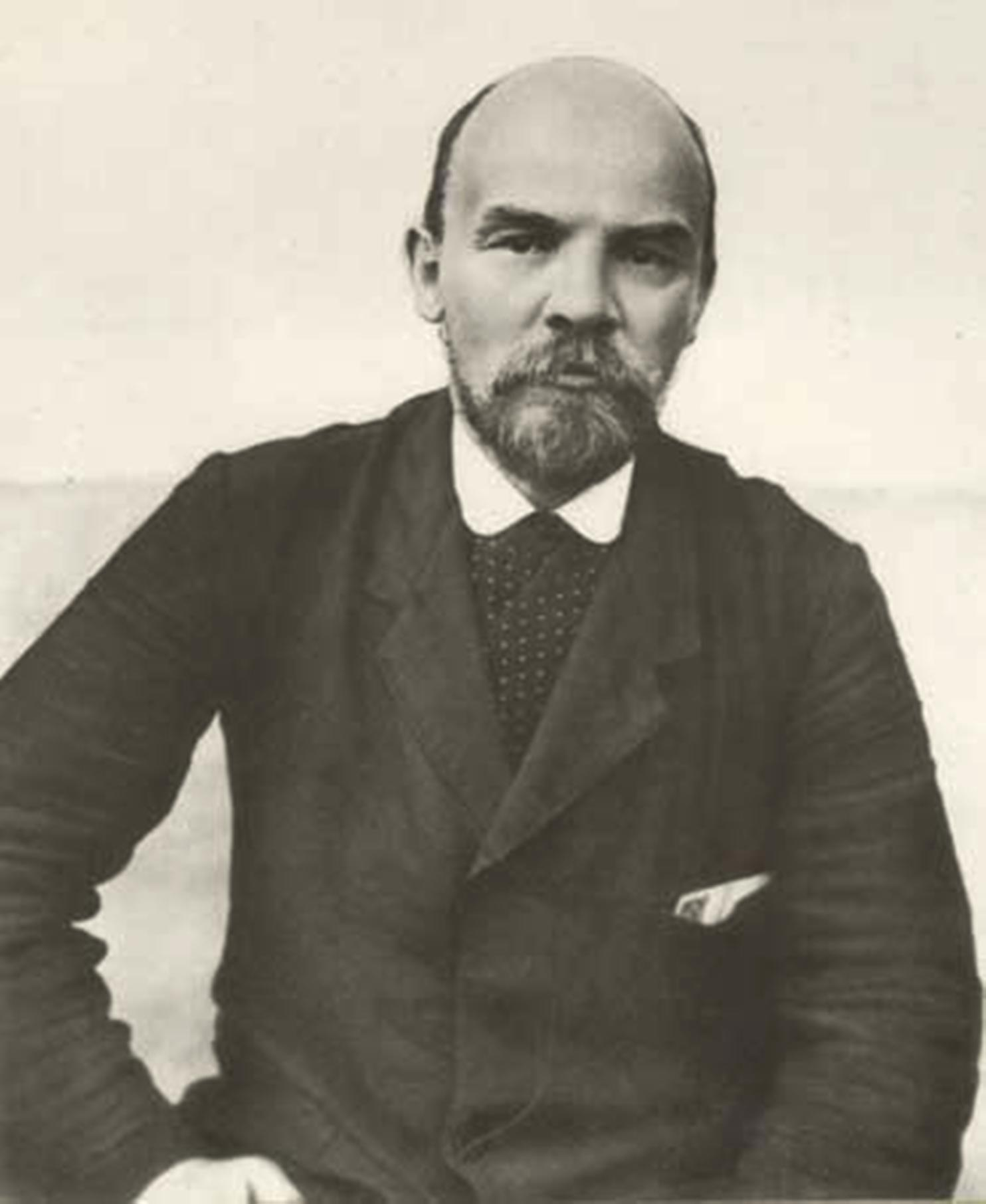
Lenin nel 1914

Si stabilì a Cracovia e qui intrecciò una breve relazione con Lenin, terminata a dicembre con la partenza d'Inessa per Parigi. Lo testimonia la lunga lettera spedita a Lenin poco dopo il suo arrivo nella capitale francese:
Inessa era stata incaricata di coordinare a Parigi il lavoro del Comitato delle organizzazioni bolsceviche all'estero. Nello stesso tempo, insisteva sulla necessità di pubblicare a Pietroburgo una rivista indirizzata specificamente alle operaie russe. Per l'iniziativa di Anna Ul'janova la rivista « Rabotnica » (L'Operaia), cui collaborarono Inessa, Ljudmila Stal', Nadežda Krupskaja e Zlata Lilina, la moglie di Zinov'ev, vide la luce l'8 marzo 1914, in occasione della giornata internazionale della donna, e fu chiusa dopo sette numeri a causa della guerra.
Con la conferenza di Praga i bolscevichi avevano preso il controllo del POSDR, escludendo i menscevichi « liquidatori » e provocando di fatto una scissione. L'Ufficio dell'Internazionale socialista convocò per il 16 luglio a Bruxelles una conferenza per discutervi la riunificazione di tutte le correnti dei socialdemocratici russi. Era scontato che l'Internazionale avrebbe approvato una risoluzione favorevole all'unificazione, cosa che Lenin non intendeva accettare. Rifiutò pertanto di recarsi a Bruxelles e incaricò Inessa Armand di guidare la delegazione bolscevica.
Le sue lettere, con le relative istruzioni, la raggiunsero a Lovran, dove si trovava in vacanza con i figli. A Bruxelles Inessa dovette affrontare Kautsky, Rosa Luxemburg, Trockij, Plechanov e Martov, resi furiosi dall'assenza di Lenin. Alla risoluzione di Kautsky sull'unità dei socialdemocratici russi, Inessa oppose una contro-risoluzione che invitava tutti i socialdemocratici a unirsi al programma bolscevico e che naturalmente fu respinta. Lenin si dimostrò soddisfatto: « Hai condotto l'affare molto meglio di quanto io avrei potuto fare [...] io sarei esploso. Non avrei potuto sopportare quella commedia e li avrei trattati da canaglie [...] ».

#### La guerra

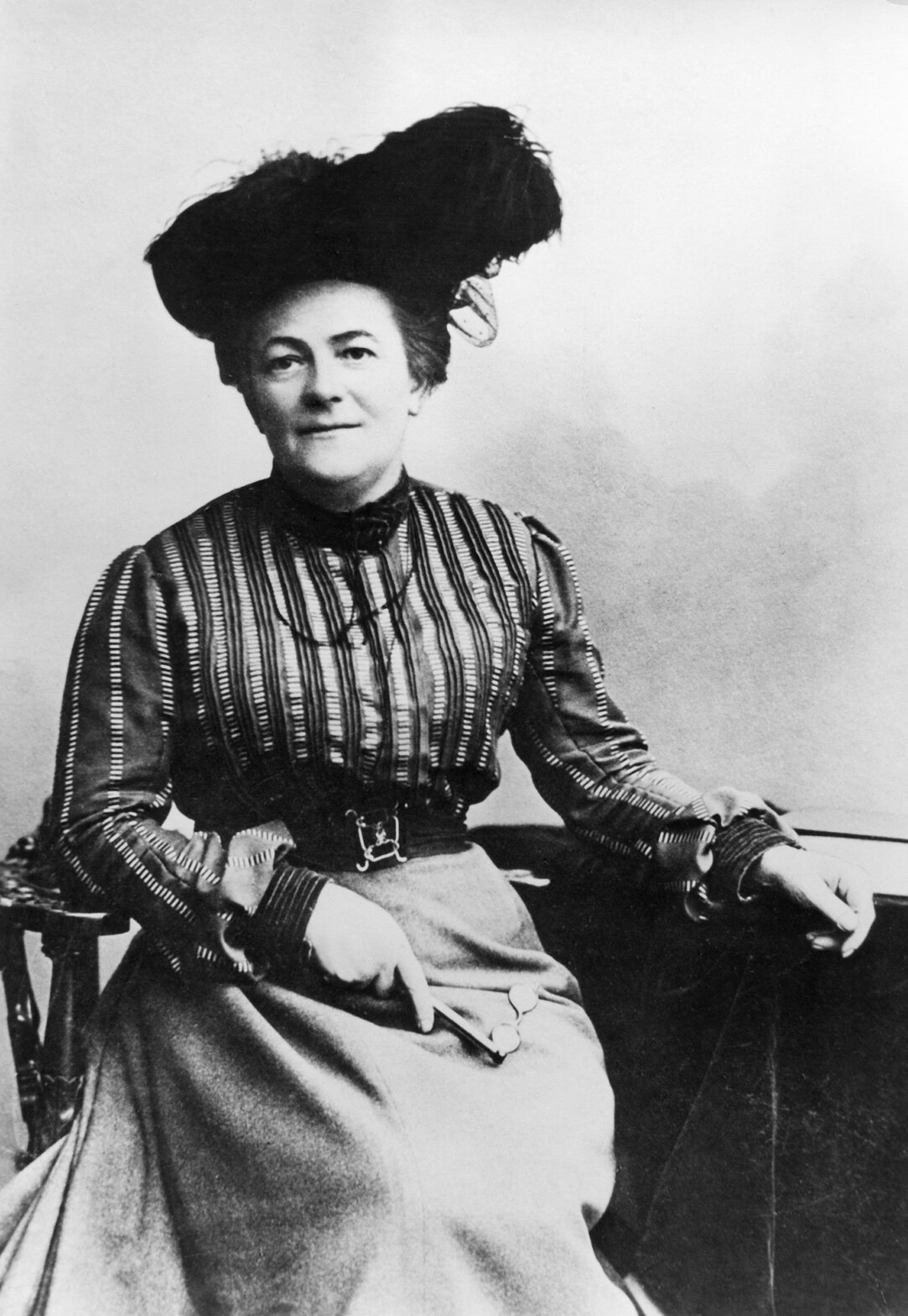
Clara Zetkin

La guerra la sorprese ancora in vacanza sul mare Adriatico. Rimandati i figli in patria, si stabilì a Les-Avants, un villaggio presso Montreux. Prese a scrivere un opuscolo sul tema dell'amore libero, inteso come rifiuto del matrimonio imposto o religioso, e come facoltà, soprattutto per la donna, di vivere liberamente con il proprio compagno. Nel gennaio del 1915 sottopose i suoi appunti a Lenin, che con la moglie aveva dovuto abbandonare il territorio austriaco e si era trasferito a Berna, e finì per abbandonare il progetto di fronte alle critiche di Lenin che vedeva nell'amore libero una rivendicazione puramente borghese.
Di fronte alla guerra i partiti socialisti europei assunsero posizioni divergenti e si aprirono spaccature al loro stesso interno. Alcuni - i « socialpatrioti » - appoggiarono la guerra condotta dal governo del proprio paese, altri - i « difensisti » - la giustificavano appellandosi alla necessità della « difesa della patria », altri ancora, come gli italiani, pur condannando la guerra, tennero in maggioranza un atteggiamento di stretta neutralità, e infine i bolscevichi e Karl Liebknecht sostenevano il « disfattismo rivoluzionario », l'attivo boicottaggio della guerra. Inessa Armand partecipò a Berna, dal 26 al 28 marzo, alla Conferenza socialista internazionale delle donne convocata da Clara Zetkin, presentando una mozione, preparata da Lenin, che incitava a preparare la guerra civile. La mozione fu respinta a maggioranza, come quella da lei presentata in aprile alla Conferenza della gioventù socialista.
Il 5 settembre partecipò come osservatrice alla Conferenza di Zimmerwald. La risoluzione finale di compromesso, approvata all'unanimità dai 38 delegati, denunciò la guerra imperialista e i suoi sostenitori socialpatrioti, propugnando una pace senza annessioni né indennità. Il progetto della sinistra prevedeva invece che i socialisti rifiutassero i crediti di guerra, lasciassero, ove presenti, i ministeri governativi, denunciassero dalla tribuna del parlamento e nella stampa il carattere capitalistico e antisocialista della guerra in corso, e organizzassero manifestazioni e scioperi.
Alla fine di gennaio 1916 Inessa Armand era a Parigi, per propagandare la mozione della sinistra di Zimmerwald tra i giovani socialisti e gli operai della CGT, e il 3 aprile incitò in una riunione al disfattismo nell'esercito. Poi, evitando l'arresto, ritornò in Svizzera per essere presente a Kienthal, dove il 24 aprile si ritrovarono 43 delegati socialisti per una nuova conferenza internazionale contro la guerra. Ancora una volta ci fu la condanna della guerra imperialista, ma anche, contro i bolscevichi, il rifiuto di rompere con socialpatrioti e difensisti in nome dell'unità del movimento socialista.

### La rivoluzione. Il ritorno in Russia

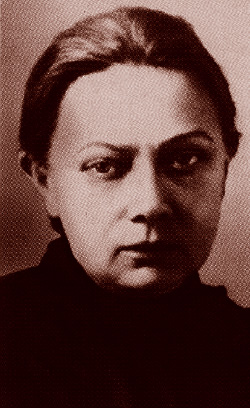
Nadežda Krupskaja

Il 15 marzo 1917 giunsero in Europa le prime notizie sulla rivoluzione vittoriosa avvenuta in Russia. Caduto lo zarismo, amnistiati i suoi oppositori, si poneva il problema del ritorno in patria. Dopo lunghe trattative, il 9 aprile partì da Berna il primo gruppo di esuli russi nel vagone di un treno diretto, attraverso la Germania, a Sassnitz, porto d'imbarco per la Svezia. Vi erano diciannove bolscevichi, tra i quali Inessa, Lenin, Krupskaja, Zinov'ev e Radek, sei bundisti, tre menscevichi, quattro bambini e il socialista svizzero Fritz Platten, l'unico autorizzato a comunicare durante il viaggio con le autorità tedesche.
Inessa Armand andò a stabilirsi nella sua casa di Mosca, dove rivide i suoi figli. Lenin aveva lanciato le sue Tesi di aprile, nelle quali, rifiutando ogni collaborazione con il governo provvisorio, poneva gli obiettivi immediati della fine della guerra, del potere ai Soviet e della nazionalizzazione della terra. Inessa, eletta nel comitato esecutivo del partito bolscevico di Mosca, diffuse e sostenne tale programma in riunioni, e organizzò corsi di formazione per agitatori. Su sua cura, dal 3 luglio fu pubblicata la rivista quindicinale « Žizn' rabotnicy » (La vita della lavoratrice), alla quale collaborò anche Nadežda Konstantinovna Krupskaja.
La Rivoluzione d'ottobre la trovò sempre a Mosca e qui, in opposizione alla decisione del governo sovietico di firmare il Trattato di Brest-Litovsk, nel febbraio del 1918 il Comitato regionale del Partito rifiutò di riconoscere l'autorità del Comitato centrale costituendo, con Armand, Bubnov, Bucharin, Pjatakov e Safarov, un Ufficio di frazione. Le tensioni nel Partito rimasero anche durante il VII congresso, che approvò a maggioranza la pace, e rientrarono solo con lo scatenamento della guerra civile. Il 15 marzo il governo sovietico trasferì tutti i suoi uffici a Mosca e Inessa, con la figlia Varvara, si stabilì all'Hôtel Nazionale, requisito, come il Metropol', per ospitarvi ministri e funzionari statali. Nominata presidente del Consiglio economico (Sovnarchoz) della provincia di Mosca, Inessa preparò e diresse in giugno una Conferenza delle donne della regione di Mosca e poi il Congresso delle operaie e delle contadine russe.

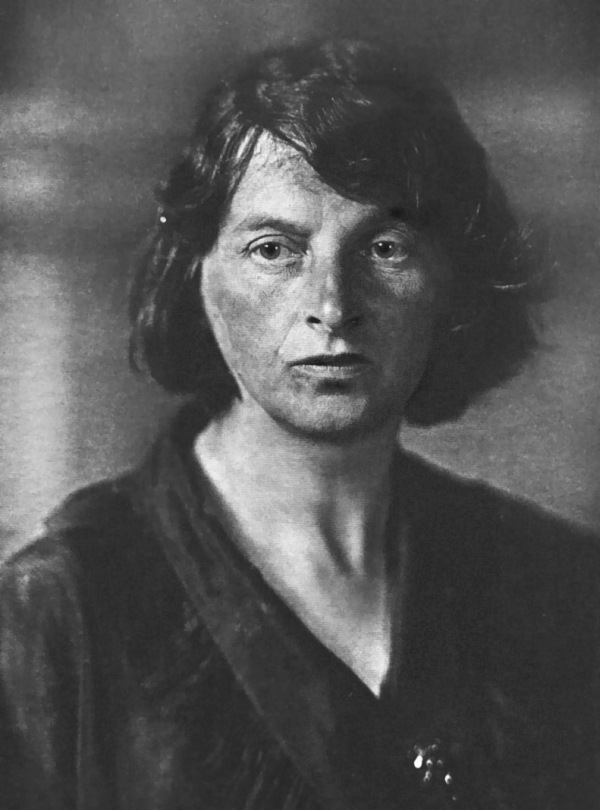
Ultima immagine d'Inessa Armand, 22 luglio 1920

Nel marzo del 1919, con l'ausilio della Croce rossa, Inessa Armand partì per la Francia per ottenere il ritorno in Russia dei resti del corpo di spedizione inviato dal vecchio regime nel 1916. Con la rivoluzione, quei soldati erano divenuti inaffidabili e il governo francese li aveva internati in campi di concentramento, reprimendo nel sangue la loro ribellione. Ostile fu anche il comportamento tenuto nei confronti della delegazione guidata da Inessa. Internata a Malo-les-Bains, le venne impedito ogni contatto con i soldati e dopo tre mesi fu rimandata in Russia.
Da allora la sua salute cominciò a declinare, ma non si sottrasse ai suoi impegni. Nella primavera del 1920 diresse la II Conferenza delle lavoratrici russe, a giugno iniziò a collaborare alla rivista Kommunistca, dal 19 luglio partecipò come interprete al II Congresso dell'Internazionale Comunista e subito dopo presiedette la Conferenza internazionale delle donne comuniste. Il 17 agosto, priva quasi di forze, partì col figlio Andrej a ricoverarsi in una casa di riposo di Kislovodsk.
I suoi ultimi pensieri sono consegnati nelle pagine del suo diario. Il 1º settembre scrisse: « Non ho più sentimenti di calore che per i figli e per Vladimir Il'ič [...] È come se il mio cuore fosse morto. Ho l'impressione che, avendo dato tutte le mie forze, tutta la mia passione a V. I. e alla causa del lavoro, tutte le mie fonti d'amore, di compassione per le persone, di cui prima il mio cuore era così ricco, si siano esaurite [...] Sono un cadavere vivente ».
Il 9 settembre annotò: «Come una buona attrice che ripete cento volte la scena che non la tocca e non l'ispira, ripeto a memoria gesti convenuti, sorrisi, facce e anche parole di cui m'ero già servita un tempo, quando provavo veramente i sentimenti che essi esprimono. Ma il mio cuore resta morto, la mia anima tace [...] Emana da me un freddo che la gente percepisce, e si allontana da me». Quella dell'11 settembre è l'ultima pagina del diario, che sembra contraddire quei pensieri desolati: « l'amore tiene ancora un posto considerevole nella mia vita, mi fa ancora soffrire crudelmente, occupa troppo i miei pensieri. Ma per quanto grande sia il mio dolore, io non dubito un solo istante: l'amore, i sentimenti personali non sono niente di fronte alle realtà della lotta ».

### La morte

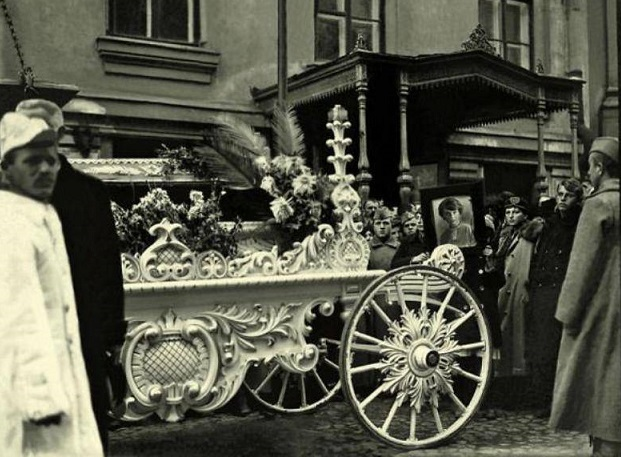
I funerali d'Inessa Armand a Mosca

La minaccia di un esercito bianco che marciava su Kislovodsk fece predisporre l'evacuazione dei malati dal sanatorio, con destinazione Nal'čik. Certamente, se Inessa Armand, nota dirigente comunista, fosse caduta nelle mani dei Bianchi, non sarebbe stata risparmiata. Dopo una festa d'addio al sanatorio, durante la quale Inessa suonò il pianoforte per l'ultima volta, il treno che portava malati e funzionari sostò due giorni a Vladikavkaz, dove furono ricevuti da Ordžonikidze, l'antico allievo d'Inessa a Longjumeau, ora comandante dell'Armata rossa del Caucaso.
Il 21 settembre, dopo un'ulteriore sosta di due giorni a Beslan, il treno arrivò a Nal'čik, dove si stava predisponendo la dacia che, il giorno dopo, avrebbe ospitato Inessa e il figlio Andrej. La sera partecipò a una riunione di Partito, poi fece ritorno al treno. Durante la notte si manifestarono violenti dolori addominali, ma non chiese aiuto. La mattina dopo, accertata la gravità delle sue condizioni, fu ricoverata nell'ospedale della città, dove le fu diagnosticato il colera. Posta in isolamento, la sera, sotto le prime cure, sembrò migliorare.
Il 23 settembre, a mezzogiorno, ebbe una ricaduta. Parlò un'ultima volta col figlio e a mezzanotte perse conoscenza. Morì all'alba del 24 settembre. Ricevette gli omaggi funebri a Nal'čik e a Vladikavkaz, e soltanto il 9 ottobre la salma giunse alla stazione di Kazan', a Mosca. Da qui l'ultimo corteo, con i famigliari e i dirigenti sovietici, tra i quali un Lenin particolarmente commosso, si diresse alla Casa dei Sindacati, dove la bara rimase esposta tre giorni. Il 12 ottobre le spoglie di Inessa Armand furono interrate sotto le mura nord del Cremlino accanto a quelle di John Reed.

## I figli di Inessa Armand
Dopo la morte di Inessa Armand, tutti i suoi figli furono ufficialmente adottati da Lenin e da Nadežda Krupskaja.
- Aleksandr Armand (1894-1967) fece studi scientifici e dal 1928 fu vice-direttore dell'Istituto termo-tecnico di Mosca e lavorò al dipartimento scientifico del Ministero dell'Industria pesante. In seguito, fu impiegato al Commissariato dell'Energia atomica.
- Fëdor Armand (1896-1935), unico tra i fratelli a non essere iscritto al Partito comunista, fu aviatore durante la Prima guerra mondiale e dal 1918 fece parte dell'Armata rossa. Sospettato, in quanto ex-ufficiale zarista, di scarsa lealtà verso il potere sovietico, fu arrestato e si appellò a Lenin, che gli confermò la sua fiducia. Reintegrato in servizio, nel 1926 ebbe un grave incidente di volo, in seguito al quale fu messo in pensione.
- Inna Armand (1898-1971) fu istruttore politico durante la guerra civile. Membro del Comitato esecutivo dell'Internazionale Comunista dal 1921 al 1923, fu addetta all'ambasciata sovietica a Berlino dal 1923 al 1930. Dal 1933 al 1961 lavorò all'Istituto Marx-Engels-Lenin di Mosca curando la pubblicazione delle opere complete di Marx e Lenin. Fu sposata con Hugo Eberlein (1887-1941), uno dei fondatori del Partito Comunista Tedesco ed ebbe una figlia, Inessa. Pubblicò un libro di memorie.
- Varvara Armand (1901-?), laureata all'Istituto d'arte, si occupò di scenografia e di teatro, e fu membro premiato dell'Unione degli Artisti di Mosca.
- Andrej Armand (1903-1944), figlio di Inessa e di Vladimir Armand, fu un ingegnere meccanico che lavorò nell'industria automobilista di Gor'kij e poi in un Istituto scientifico di Mosca.[55]